# کلیسای نیکولای از اوسوخا

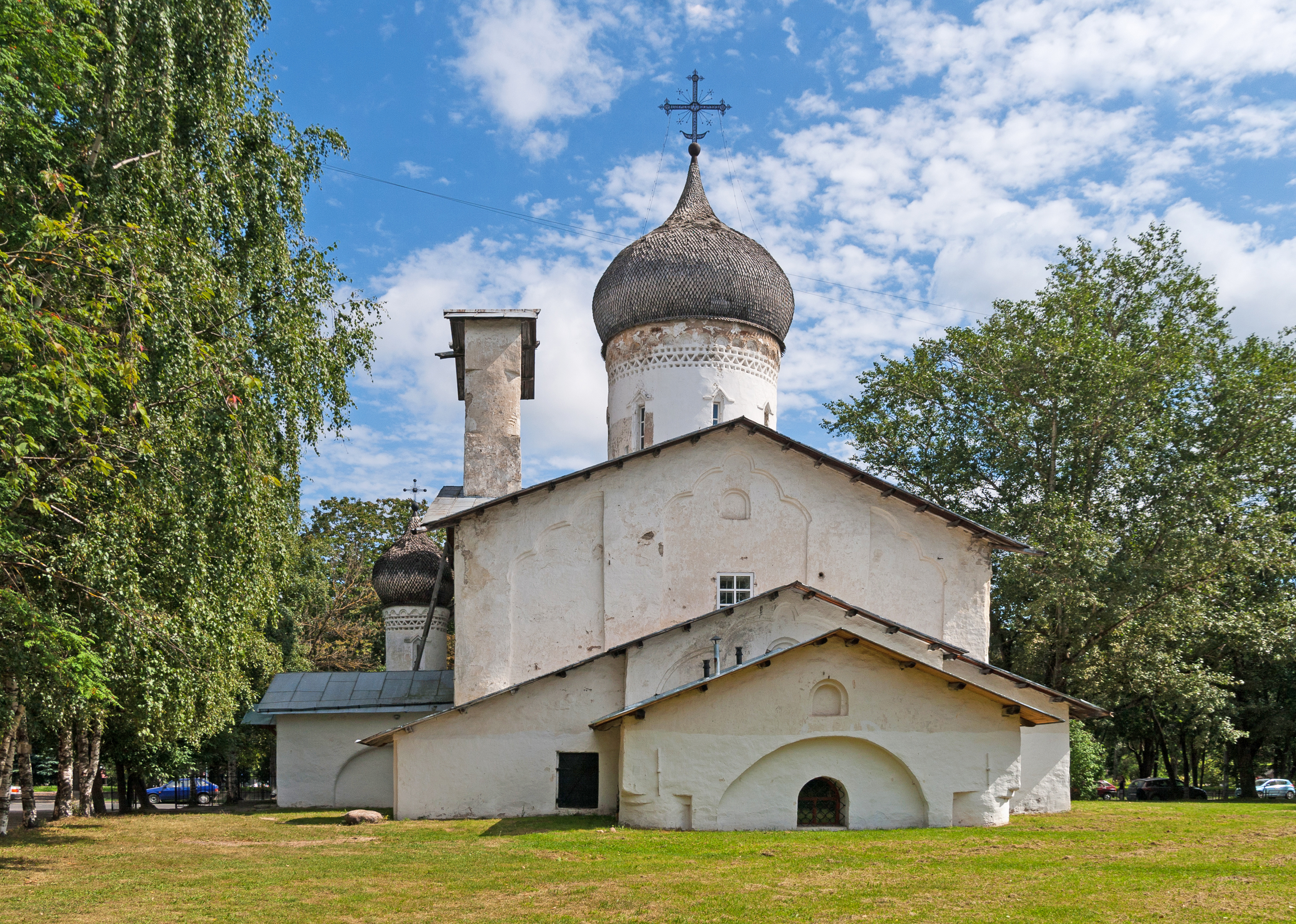

کلیسای نیکولای از اوسوخا (به روسی: Церковь Николы со Усохи) (کلیسای نیکولای چودوتوروتس از اوسوخا، نیکولا در آپوکاها) یک کلیسای ارتدکس در پسکوف است. این بنا یک اثر تاریخی و فرهنگی با ارزش ملی از قرون پانزدهم و شانزدهم میلادی است و در شهر میانی قرار دارد.
کلیسا در نزدیکی «اوسوها» ساخته شده است که به معنای باتلاق خشک یا نهر خشک شده می‌باشد. این کلیسا به عنوان کلیسای اصلی (کنچانسکایا) در منطقه اپوچسک پسکوف شناخته می‌شد.

## شرح

### ابعاد
چهارگوشه این کلیسا به ابعاد ۲۰×۱۶ متر است. ارتفاع آن با گنبد تقریباً ۴۰ متر و عرض آن با ایوان شمالی ۲۲ متر است. طول آن با ایوان غربی و ورودی تقریباً ۳۲ متر می‌باشد.

## تاریخچه
- اولین ذکر از کلیسای سنگی نیکولا به سال ۱۳۷۱ میلادی بازمی‌گردد.
- کلیسای نیکولا به عنوان مرکز منطقه اپوچسک بین رودخانه ویلیکایا و خیابان سویتسکایا قرار داشت.[۲]
- سال‌های ۱۵۳۵–۱۵۳۶. کلیسای فرسوده قرن چهاردهم تخریب شد و در همان مکان کلیسای فعلی ساخته شد.
- طبق افسانه‌ای، «پادشاه خشن، در زمانی که در پسکوف بود، پس از شکست نووگورد دستور داد که گوش‌های یک ناقوس بزرگ را ببُرند، زیرا صدای آن ناقوس باعث ترس اسب زیر آن شده بود. در حین اجرای این حکم، از گوش‌های ناقوس خون جاری شد…».
- سال ۱۷۸۰. ناقوس‌خانه دو دهانه‌ای تخریب شد و ناقوس‌خانه‌ای جدید در سمت جنوب شرقی کلیسا ساخته شد.
- سال‌های ۱۹۴۱–۱۹۴۴. کلیسا در طول جنگ جهانی دوم آسیب‌های زیادی دید.
- به موجب تصمیم شورای وزیران جمهوری سوسیالیستی فدراتیو روسیه شماره ۱۳۲۷ مورخ ۳۰ اوت ۱۹۶۰، این کلیسا به عنوان یک اثر تاریخی با ارزش جمهوری‌ایی تحت حفاظت دولت قرار گرفت.